# Bad Blue Boys
Bad Blue Boys (hrvatski: Zločesti plavi dečki) je naziv navijačke grupe zagrebačkog Dinama. Osnovani su 17. ožujka 1986. godine. Za maskotu ističu buldoga, a za himnu su prihvatili pjesmu Dinamo ja volim grupe Pips, Chips & Videoclips. Bad Blue Boysi su poznati po svojoj fanatičnoj podršci klubu, glasnom navijanju i navijačkim izgredima. Najvatreniji Boysi Dinamo bodre s maksimirskog Sjevera, dok se stariji Boysi okupljaju na Istoku. BBB-i gaje britanski stil navijanja koji obilježava glasno navijanje tkz. grlo, ruke, dlan te navijački sukobi. Sami sebe, a i druge navijačke grupe ih nazivaju purgeri.
Od osnivanja grupe djeluju kao glasni protivnici tadašnjeg komunističkog režima te su optuživani za hrvatski nacionalizam. Međunacionalne tenzije u tadašnjoj SFRJ na stadionima su doživjele svoj vrhunac na neodigranoj utakmici između Dinama i Crvene zvezde 13. svibnja 1990. koji je obilježio sukob BBB s navijačima Crvene zvezde i tadašnjom milicijom kao simbol pobune Hrvata protiv jugoslavenskog prosrpskog režima. Na utakmici su bili prisutni i pripadnici drugih hrvatskih navijačkih grupa poput Torcide i Armade. Mnogi navijači Dinama smatraju da je Domovinski rat počeo tog dana na Maksimiru. Izbijanjem rata mnogi Boysi se pridružuju obrani Hrvatske kao pripadnici Hrvatske vojske.
Osnutkom Hrvatske i promjenom imena kluba postaju glasni protivnici tog čina i zahtijevaju povratak imena Dinamo. Devedesete obilježavaju mnogobrojni incidenti, bojkoti, neredi i problemi s policijom. Vraćanjem imena Dinamo na Valentinovo 14. veljače 2000. vraćaju se na tribine i pružaju podršku Dinamu. U tom razdoblju Boysi se često ističu fanatičnim navijanjem pa tako poslije utakmice Dinamo Arsenal čelnici Arsenala izjavljuju: "Mi imamo novac i možemo kupiti sjajne igrače, ali dali bismo sve za ovakve navijače". Za vrijeme utakmice Tottenham Dinamo u Londonu u jednom trenutku se cijeli stadion pridružio navijanju Bad Blue Boysa, a mnogi navijači Tottenhama su ostali i poslije utakmice navijati zajedno s navijačima Dinama. Bad Blue Boyse su nahvalili engleski navijači i engleski mediji ustvrdivši da su kroz cijelu utakmicu srčano bodrili svoju momčad iako je izgubila 4:0. Boysi tih godina sudjeluju u nekoliko navijačkih izgreda po Europi poput Milana, Praga, Udina, Temišvara te ih neki svrstavaju među najopasnije navijačke skupine u Europi.
Od sredine 2000-ih grupu obilježava sukob s dopredsjednikom Dinama Zdravkom Mamićem kojeg optužuju za samovolju i kriminal. Protive se Mamićevom upravljanju nad Dinamom i Hrvatskim nogometnim savezom u čemu im podršku pružaju ostale navijačke grupe u Hrvatskoj te neke u Europi. BBB četiri godine bojkotiraju utakmice Dinama te osnivanju MNK Futsal Dinamo kojeg bodre na utakmicama. U tom razdoblju česti su sukobi među samim BBB-ima između struje koja podržava Zdravka Mamića i većine koja traži njegov odlazak.  Boysi su bili organizirani u tri udruge: Udrugu navijača Dinama, Klub navijača Bad Blue Boys i Bad Blue Boys fan klub. Prve dvije udruge su se ujedinile u Klub navijača Dinama Bad Blue Boys koji je smješten u Ulici kralja Držislava 8, dok se u Ilici 37 nalazio Bad Blue Boys fan klub.
Boysi su 2006. velikim koncertom u Domu sportova proslavili 20 godina postojanja grupe. Izdavali su fanzin posvećen njima Ajmo plavi dok je u 2006. pokrenut fanzin Dinamov sjever kao službeno glasilo Udruge navijača Dinama. Nakon pilot broja izašao je u  prosincu 2006. prvi broj tog fanzina. Izdaju video materijal, a imaju i internetsku stranicu. 
Godine 2014. Bad Blue Boysi uključili su se u rad Futsal Dinama koji funkcionira prema modelu "jedan član, jedan glas". Bad Blue Boysi su se u veljači 2018. godine pobunile protiv prodaje  Dinama, pod geslom "Ne prodaje se svetinja".U srpnju 2018., početkom nove sezone, se ponovno vraćaju na tribine Maksimira na kvalifikacijskoj utakmici protiv Hapoela Be'er Sheve, gdje ističu novi statut - za jači Dinamo i pun Maksimir. 
Od osnivanja Hrvatske masovno prate hrvatsku nogometnu reprezentaciju. Zadnjih godina grupa Bad Blue Boysa iz Zaprešića, Zaprešić Boys je napravila niz navijačkih pjesama za hrvatsku nogometnu reprezentaciju koje su među najpopularnijim pjesmama među hrvatskim navijačima poput: Srce vatreno, Samo je jedno, Neopisivo, Igraj moja Hrvatska.

## Povijest grupe

### Osnivanje
Iako je Dinamo kroz povijest pratila vojska navijača prva organizirana grupa pojavila se tek 80-ih godina. Kao datum osnivanja Bad Blue Boysa vodi se 17. ožujka 1986. nakon utakmice u Splitu protiv Hajduka. Ovaj naziv inspirirao je, u to vrijeme vrlo popularan film "Bad Boys" sa Seanom Pennom u glavnoj ulozi.
Inicijator davanja imena je Tonči Prlac, u Torcidi poznat kao Prle koji je predložio naziv Bad Boys, prema spomenutom filmu, s tim su se složili i Ivica Cindrić-Ićo poznat kao Ićo Purger, navijač i Dinama i Hajduka, pripadnik Torcide Borislav Jelović, poznat kao Ušo i vođa Dinamovih navijača Sandro Dujmušić s Britanskog trga u Zagrebu, koji se sa skupinom dinamovih navijača nalazio tih dana na Braču i u Splitu družeći se sa spomenutim navijačima Hajduka. Sandro je dodao da bi zbog boje Dinamovog dresa trebalo dodati i riječ 'blue', pa je ova skupina i prozvana Bad Blue Boys.
Iscrpno o tome govorio je za Vinkovačku televiziju inicijator imena Tonči Prlac-Prle u emisiji 1992 navijač.
Navijači Dinama otada se javljaju samo pod tim nazivom i nikada nisu bili podijeljeni na frakcije kao što je slučaj s pojedinim navijačima drugih nogometnih klubova.
Po zagrebačkim kvartovima (Dubrava, Folka, Stenjevec, Ravnice, Trnje, Trešnjevka, Volovčica, Špansko, Utrina, Travno, Dugave, Zapruđe, Rudeš...) i drugim gradovima (Kutina, Vinkovci, Posušje, Gospić, Donji Miholjac, Rijeka, Metković) počele su se osnivati BBB podružnice. Isprva su navijači sami organizirali odlaske na gostujuće utakmice po tadašnjoj Jugoslaviji. Upamtili su ih u Beogradu, Sarajevu, Ljubljani, Nišu, Titogradu, Skopju, Splitu... Dinamo bodre s naglašenim nacionalnim obilježjima. Nerijetko, neizbježno je bilo i potući se, primiti udarce, ne bi li se dokazala ljubav prema klubu.
Početak 90-ih donio je i organiziranje prvog fan kluba Bad Blue Boys. Zanimanje je bilo veliko, svatko je želio dati svoj prilog organizaciji. Unatoč entuzijazmu, navijači su se suočili s brojnim problemima. Bez obzira na to, zajedništvo je samo jačalo, da bi svoj vrhunac doseglo 13. svibnja 1990. godine.

### 13. svibnja 1990.
Tog datuma na Maksimiru je gostovala beogradska Crvena zvezda. Na stadionu provokacije gostujućih navijača, Delija (turska laka konjica), počinju pred početak utakmice, a kulminiraju fizičkim obračunom s malom skupinom dinamovih simpatizera na južnom stajanju. U tom trenutku sa sjeverne tribine Bad Blue Boysi ruše ogradu te kreću prema jugu da bi pomogli malobrojnijim simpatizerima Dinama. U neredima koji su uslijedili, pripadnici tadašnje "milicije" slijepo su slijedili upute svojih nadređenih, krenuvši u obračun s navijačima Dinama i zaštitu beogradskih navijača (koji su nerede započeli). Mnogi su uhićeni i premlaćeni. U obranu svojih navijača stao je i tadašnji kapetan Dinama, Zvonimir Boban. Njegov legendarni skok na jednog od pripadnika "milicije" znakovito je obilježio početak kraja jedne države. Većina Bad Blue Boysa smatra kako je Domovinski rat počeo upravo 13. svibnja 1990. godine - nikad odigranom utakmicom između Dinama i Crvene zvezde...
Krajem 80 - ih godina, a osobito u vrijeme djelovanja prvog "BBB Fan cluba" počela se okupljati nova generacija navijača, tada srednjoškolaca. Isprva tek nekolicina, no kako je vrijeme odmicalo sve više njih, zajedno je pohodila utakmice i pokoje gostovanje, te se na taj način, pomalo nesvjesno počela stvarati nova generacija, neka nova ekipa. Iako navijači o kojima je riječ nikada nisu službeno postojali kao neka ekipa s određenim imenom ili nazivom, jednostavno zajedno su išli na gostovanja, utakmice, sudjelovali u aktivnostima skupine, prijateljevali i u danima kad nije bilo utakmica, oni su neizostavan dio priče o Bad Blue Boys - ima i svakako jedan od najbitnijih dijelova, ili poglavlja, te priče.

### Hrvatska liga i promjene imena kluba
Početak rata i velikosrpske agresije na Hrvatsku, prekid svih sportskih aktivnosti, nije umanjio želju navijača za nogometom, pa pokretanje Hrvatske nogometne lige i prve utakmice dočekuju tamo gdje im je i mjesto : na tribinama. Nakon demokratskih promjena u Hrvatskoj i promjene imena Dinama u HAŠK Građanski, a potom u Croatiu Boysi postaju žestoki protivnici promjene imena, traže povratak "svetog imena" te ratuju s upravom kluba i političkim vrhom. U to doba mnogi su BBB-i praćeni od MUP-a i tajnih službi. 
Godine koje su uslijedile, bile su obilježene mnogim neredima i sukobima s policijom, protivničkim navijačima, prvenstveno Torcidom, te stalnim nadzorom i pritiskom na uže jezgro grupe. Pa ipak, koliko god ih vlast proganjala, učinak je bio upravo suprotan od onoga kojeg su htjeli. Svakim danom članstvo je raslo i odolijevalo svim nepravdama, a vlast se uvjerila da su navijači znatno tvrđi nego što su mislili. Devet dugih godina, BBB su se borili za povratkom Dinama, od raznih peticija, protestnog paljenja svečane lože na Maksimirskom stadionu, do građanskog neposluha u vidu nošenja Dinamovih obilježja koji se nikako nisu sviđali onima koji su ime i promijenili. Duga i po mnogočemu nepravedna borba urodila je plodom i nakon devet godina, BBB ponovno vračaju ime svome klubu. Umjesto da ih sve nepravde, represija i promjena imena kluba protjeraju sa stadiona i ugase kao grupu, efekt je bio upravo suprotan. BBB nakon svega izlaze jači, brojniji, organiziraniji, odlučniji i bolji no ikad prije u svojoj dugoj povijesti.

### Boysi kroz teške 90-te
Ratne, 1992. godine, započela je i vrlo brzo završila prva faza formiranja nove navijačke ekipe, novog jezgra. Povučeni ostatkom BBB, na čelu sa "Zagrebačkim Mališanima", i nekolicinom starijih navijača koji su se netom vratili s fronte i srpskih logora, svojim su se prisustvom na utakmicama, radom i aktivnostima, brzo dokazali i vrlo brzo postali djelom šireg jezgra skupine. Kako je vrijeme odmicalo a svaki navijač imao sve više iskustva, rastao je i ugled među ostalim navijačima, a slijedila je i druga faza formiranja te ekipe, tijekom koje su u periodu od 1992 do 1993/94 njenim dijelom postali još neki navijači koji su se dokazali i istakli više od ostalih na tribini. Na taj je način okončano samo formiranje ekipe, a u danima i godinama koje su slijedile došlo je do neminovnog stasanja u pravu, jaku i kompaktnu, čvrstu i iskusnu navijačku ekipu.
Upravo je ova generacija zajedno sa "Zagrebačkim Mališanima" i starijom ekipom tvorila jezgro BBB u prvim godinama Hrvatske lige, da bi od 1995. godine postupno preuzimala liderstvo u skupini i vremenom postala najužim jezgrom BBB i vodstvom skupine, poglavito nakon što je krajem '90 - ih godina došlo do povlačenja nekolicine najistaknutijih navijača. Vjerojatno najveća vrijednost ove generacije bila je poprilična "zatvorenost" za sve koji nisu bili djelom ekipe, što se tijekom '90 - ih godina u jeku silnih pritisaka i raznih pokušaja podrivanja jezgra grupe "iznutra", pokazalo presudnim u opstanku skupine Bad Blue Boys i njenom djelovanju. Naravno, da takvo ponašanje, odnosno svojevrsna "zatvorenost" za ljude "sa strane" nije bilo plod nečijeg hira, već nužnost kojeg se tih godina pridržavalo cijelo uže, pa i šire jezgro Bad Blue Boysa, uključujući i stariju ekipu na čelu s Mackom, "Mališane" i ovu generaciju.
Za navijače "Dinama", odnosno onaj najvatreniji dio, bile su to "godine opasnog življenja", s obzirom na to da su pritisci na njih i pokušaji da ih se razjedini, primiri čak i odstrani sa stadiona, bili česti i potaknuti od ljudi iz vrha političkog i sportskog života grada i države, te je oprez i nepovjerenje spram sviju koji nisu u "ekipi" bio nužan i neizbježan. Svojevrsni obrambeni stav od mogućih uljeza. Od okupljanja ove generacije, plus "Mališani" i starija ekipa "Dinamo" nikada, ni na jednom gostovanju nije bio sam, išlo se svagdje, gdjegod klub igrao, ponosno i uzdignute glave, uvijek spremni za odgovor na eventualne napade od strane domaćina, i upravo je ta činjenica ponajveća vrijednost ove generacije, a zahvaljujući kojoj su te vrijednosti poprimile i nastavile slijediti i nove generacije navijača koje su se vremenom pojavile na tribini.
Kako bilo ova generacija svakako je zaslužila svoje mjesto u povijesti skupine Bad Blue Boys, i kada će netko jednoga dana možda pomnije analizirati povijest zagrebačke navijačke supkulture i skupine Bad Blue Boys, ovu generaciju nikako neće moći izostaviti, već naprotiv, smjestit će je tamo gdje joj je mjesto, vrlo visoko, uz bok onih najslavnijih generacija koje su i osnovale BBB i pokrenule cijelu priču.
Tijekom rata, brojni navijači Dinama branili su hrvatsku grudu. Bilo u redovima Policije, Zbora Narodne garde ili HOS-a. Rame uz rame s navijačima ostalih hrvatskih klubova Bad Blue Boysi su prolazili ratišta od Vukovara do Prevlake. Mnogi od njih, nikada se nisu vratili na "svoj sjever". U čast i vječnu slavu poginulim navijačima Dinama, podno zapadne tribine podignut je spomenik - oltar hrvatskim vitezovima, kojima je u srcu bila plava boja. Većina navijača i danas je aktivna, a dio njih aktivno je sudjelovao u obrani Domovine. Nažalost, neki se nisu vratili. Prljav i podmukli ratni vihor odnio je živote u nepovrat ali njihova žrtva i djelo, njihova lica, nikada neće biti zaboravljeni.

### 2000-te
Od 2001. godine navijači ponovno bivaju ujedinjeni u jedno kao službena organizacija, tako s otvorenjem Udruge Navijača Dinama, kao svojevrsnog četvrtog fan cluba dolazi do ponovnog zamaha i napretka u kompletnoj organizaciji BBB-a. Od 2002. godine BBB, prvi u Hrvatskoj pokreću fanzin koji je isključivo posvećen samo njima. Fanzin "Ajmo plavi" tako vremenom postaje sve čitaniji časopis kojeg čitaju svi oni kojima Dinamo imalo znači u životu. Imaju i svoju web stranicu, a izdaju i video materijal.
BBB su oduvijek naginjali engleskom tipu bodrenja kluba (navijanje tokom cijele utakmice, neredi- 1988.godine u talijanskom SuperTifu proglašeni za treće huligane Europe, nakon navijača Liverpoola i Chelsea ), a u posljednje vrijeme i talijanskom (koreografije, zastave). Među nizom transparenata kultno mjesto zauzima "Dinamo svetinja". O BBB-ima su napisane dvije knjige "Krvavo plavo" (T.Birtić) i "BBB- prvih 10 godina" (Prnjak), snimljen je dokumentarni film BBB i emisija Svlačionica (Robert Knjaz) te je izvedena kazališna predstava Dobrodošli u plavi pakao (Borivoj Radaković). Kao svoj znak ističu buldoga, a za himnu su prihvatili pjesmu "Dinamo ja volim" (Pips, Chips and Video Clips).

## Boysi i nasilje
Navijačka skupina Bad Blue Boys poznata je po raznim nasilnim ispadima na svom domaćem stadionu i u gostima. Nasilje se manifestira: u tučnjavama s policijom    Arhivirana inačica izvorne stranice od 3. ožujka 2007. (Wayback Machine), tučnjava s navijačima iz rivalnog tima   Arhivirana inačica izvorne stranice od 4. studenoga 2005. (Wayback Machine)  Arhivirana inačica izvorne stranice od 22. siječnja 2010. (Wayback Machine), uništavanje imovine, vandaliziranje tramvaja, vandaliziranje i paljenje automobila   Arhivirana inačica izvorne stranice od 27. rujna 2007. (Wayback Machine), kamenovanje autobusa, vandaliziranje zgrada, vlakova, bacanje baklji i predmeta na igralište, prekidanje utakmica, javno ispoljavanje mržnje prema raznim manjinskim skupinama, vođenje ratova s drugim navijačkim skupinama (npr. s Torcidom Hajdukovom navijačkom skupinom).
Nasilje je dio miljea Bad Blue Boysa, počevši 13. svibnja 1990. kada se dogodio sukob s navijačima Crvene zvezde i tadašnje milicije. U povijesti BBB-a, mnogi smatraju da je ovaj navijački sukob bila i prva bitka u Domovinskom ratu, tj. navijačko nasilje je doslovce u temeljima Hrvatske državnosti uzevši sliku Bobana kako nogom udara glavu milicajca da bi zaštitio člana BBB-a koji je bio tučen s pendrekom, što opisano ovako na službenim stranicama BBB-a:
Mnogi članovi BBB-a koriste nasilje kao način ispoljavanja svojeg unutrašnjeg bijesa i frustracija (bilo zbog rezultata utakmice, socio-ekononske situacije, ili pritiska grupe), i tipično je ponašanje huliganskih nogometnih navijačkih podskupina u svijetu. Mnogi članovi opravdavaju svoje asocialno ponašanje zbog truleža današnjeg društva, te da BBB imaju prava što čine jer su zaslužni za stvaranje Hrvatske države:
Zapamtite, mi nismo kriminalci, mi smo supkultura koja je, ako se zanemare nekakvi, gledajući ukupno stanje društva, trivijalni incidenti, ovoj državi dala puno toga dobroga. Koja je bez razmišljanja prva krenula u njeno stvaranje i koja je prva digla glas kad su u njoj krenule nepravde i političke zloporabe.
Nasilje BBB-a je iscrpno je izvještavano od medija.
Ugledni američki portal Bleacherreport.com napravio je listu navijačkih skupina Europe s kojima se ne valja petljati i koje tjeraju strah u kosti. Među njima su se našli i Bad Blue Boysi. Pod nazivom 15 hardcore navijačkih skupina s kojima se ne želite petljati, Bleacherreport.com je napravio listu skupina koje spadaju u red onih koje nisu baš previše omiljene. U toj ne baš popularnoj listi našli su se i navijači Dinama – Bad Blue Boysi koji su zauzeli sedmo mjesto. "Bad Blue Boys su na A listi skupine koja ima reputaciju da ih se čovjek zaplaši. Kao i većina hardcore skupina, i njihovo navijanje je kombinacija pjevanja i baklji, no ponekad izgube kontrolu nad ponašanjem. No, nisu oni uvijek zločesti. Nakon utakmice protiv Tottenhama na White Hart Laneu, kad je njihov Dinamo poražen 4:0, Bad Blue Boyse su nahvalili engleski navijači i engleski mediji ustvrdivši da su kroz cijelu utakmicu srčano bodrili svoju momčad iako je gubila", stoji u opisu Bleacherreporta.

## Boysi i politika
Prilikom promjene imena kluba NK Dinamo prvo u Hašk Građanski 1991. i poslije u Croatia 1993. započinje sukob između Bad Blue Boys na jednoj strani te uprave kluba i predsjednika Republike Hrvatske Franje Tuđmana. Osnovni cilj okupljanja Bad Blue Boysa jest kult oko kluba NK Dinamo (usržena u krilatici Dinamo-svetinja), i promjena imena bio je izravni udarac na osnovu njihovog postojanja. Nogometni klub Dinamo je nastao nakon rata prisilnim mijenjanjem imena Građanski od strane komunista poslije 2. Svjetskog rata, i promjena nazad u Hašk Građanski bilo je refleks mijenjanja svega što je podsjećalo na Jugoslavenski režim, iako Dinamo nije imao veze s HAŠK-om već je sljednik Građanskog i to je samo vrh ledenog brijega promjena imena mjesta, ulica i institucija u Hrvatskoj tokom 1990-tih. Pod nagovorom tadašnjeg predsjednika Republike Hrvatske Franje Tuđmana klub Dinamo je promijenio ime u Croatia, većinom radi propagandnih svrha države. Ovo uplitanje predsjednika države u promjenu imena kluba galvaniziralo je čelnike BBB-a, koji su započeli svoju kampanju da se vrati ime Dinamo: peticijama, lobiranjem, protestima (nošenjem dinamovih obilježja na utakmicama Croatie) te nasiljem. U svojim nasilnim ispadima članovi BBB-a su se sukobljavali s policijom, a kulminacija nasilja bila je u paljenju predsjedničke lože na Maksimirskom nogometnom stationu. U medijima BBB je dobivao na pažnji jer su bili u izravnom sukobu s Franjom Tuđmanom, koji je bio popularna meta medija poslije sredine 1990-tih. Isto tako zbog toga je i BBB bio pod izravnim promatranjem MUP-a i obavještajnih službi, što je dolijevalo dodatnu vatru na ovaj sukob. Nako paljevine nastaje veći pritisak na BBB, posebno na užu jezgru, tako da se BBB preoblikuje u progonjenike i tlačenike, i zbog anti-Tuđmanovog stava i tvrdog stava o svojim željama dobiva na pozitivne poglede javnom mnijenju - takoreći alternativnom političkom grupom. Nakon smrti Franje Tuđmana, NK Croatia ubrzo vraća ime Dinamo, tako da prestaje sukob BBB-a s državnim vrhom.

## Prijateljske grupe
Bad Blue Boysi održavaju prijateljske odnose s navijačima Panathinaikosa Gate 13. Prvi kontakti između BBB-a i Gate 13 bili su zapravo preko zajedničkih prijatelja - navijača bečkog Rapida i talijanske Rome s kojima su obje grupe, Gate 13 na organizacijskoj, a BBB na privatnoj razini, gajili dobre odnose. Uskoro su započele i međusobne posjete najvećih derbija između navijačkih grupa, koji su danas postali već tradicija. Sve je počelo na utakmici reprezentacija Grčke i Hrvatske u Ateni. Navijači Dinama stigli su u grad, želeći se obračunati s pristalicama Olympiacosa, koji su bratski klub s Crvenom zvezdom. Sjedili su u centru grada više od sat i pol, no nitko se od GATE 7, navijača Olympiacosa, nije pojavio. Takav potez impresionirao je Gate 13, navijače Panathinaikosa, a vođeni onom neprijatelj mog neprijatelja je moj prijatelj polako su se počeli zbližavati s Bad Blue Boysima.
U početku su to bili osobni kontakti, no vremenom se prijateljstvo proširilo i na razinu grupe. Tako su na utakmici protiv Osijeka Bad Blue Boysi napravili transparent u čast Mihalisu Filopoulosu, navijaču Panathinaikosa, kojeg su na smrt nožem izboli navijači Olympiacosa. Na derbiju u Splitu, Boysi su izvjesili transparent podrške Gate 13 u njihovoj borbi protiv Evangelosa Marinakisa, gazde Olympiacosa, kojeg se sumnjiči za brojne malverzacije, pa i za preprodaju heroina. Izvjesili su tad transparent "Marinakis, heroin dealer". Navijači Panathinaikosa također ne zaboravljaju BBB-e, pa na gotovo svakoj prvenstvenoj utakmici pošalju potporu njihovoj borbi za pošteniji Dinamo. Također, u akciji Ne odustajemo od tebe, u kojoj su se javljali navijači Dinama iz cijele Hrvatske, pa i iz Australije, SAD-a, sudjelovali su i Gate 13 s podrškom na hrvatskom jeziku - Atena od tebe ne odustaje. U subotu svi na sjever. 
Trenutačno su kontakti i međusobno poštovanje toliko uznapredovali da je u Zagrebu napravljen grafit s djetelinom i malim d, simbolima atenskog i zagrebačkog kluba, te godinama osnutka navijačkih skupina. Također, jedan od članova jezgre Gate 13 ženio se, a na vjenčanju je napravio zastavu u kojoj vjenčani prsten spaja grbove Panathinaikosa i Dinama.
Na pripremnoj utakmici na Šalati Futsal Dinamo je 2018. ugostio prijateljski klub Panathinaikos, za kojega su igrali mnogi hrvatski nogometaši, posebno Dinamovci. Velimir Zajec je idol i navijača Dinama i PAO-a. Bad Blue Boysi su ispunili tribine i napravili sjajnu atmosferu, a pridružili su im se i gostujući navijači Gate 13, koji su bili lijepo ugošćeni u Zagrebu.
Boysi imaju prijateljski odnos prema šibenskim Funcutima te su na utakmici sa Slaven Belupom u Koprivnici digli transparent potpore s natpisom Sjever uz drugo lice Dalmacije što je slogan navijača Šibenika. U lipnju 2018. na prijateljskoj malonogometnoj utakmici Futsal Dinama i MNK Šibenika Bad Blue Boysi i Funcuti su zajedno navijali na istoj tribini, pjevali hrvatsku domoljubnu pjesmu Šibenčani poručuju, a dušmani neka čuju, hrvatski će opet sin prolaziti kroz svoj Knin i skandirali Draženu Petroviću. 
Bad Blue Boysi i navijači Širokog Brijega Škripari također gaje prijateljske odnose. Budući da u Širokom Brijegu i Zapadnoj Hercegovini ima puno navijača Dinama te su mnogi BBB-i u Širokom Brijegu navijači Širokog, a i mnogi Škripari ujedno i Boysi između te dvije hrvatske navijačke grupe postoji međusobna naklonjenost. Tako su BBB uz ostale hrvatske navijačke grupe Torcidu, Tornado i mostarske Ultrase bili na mirnom prosvjedu potpore protiv huliganskog ponašanja i jednostranog prikaza navijačkih izgreda nakon navijačkih nereda u Širokom Brijegu 2009. kada je ubijen navijač Sarajeva Vedran Puljić.
BBB održavaju kontakte s navijačima rimske Rome Fedayn te su navijači Rome bili zajedno na tribini s Bad Blue Boysima i Gate 13 na prijateljskoj utakmici Futsal Dinama i Panathinaikosa. Boysi su digli poruku Fedayn Roma No Surrender za dvojicu navijača Rome koji čekaju dugogodišnju zatvorsku kaznu za pokušaj ubojstva iz mržnje zbog napada na navijače Liverpoola u Engleskoj. Navijači kijevskog Dinama su bili zajedno na tribini s Bad Blue Boysima na utakmici Hajduk - Dinamo na Poljudu. Kontakte na osobnoj razini Boysi imaju s navijačima Rapida iz Beča, Bayern Münchena i Celtica.

## Podgrupe i ekipe
| - Agram Crew - Blue Army Jarun - Blue Knights - Blue Madness - Blue Mods - BSN - Bukovac - Centar - Čapljina - Črnomerec - d42 - Dinamo Siget - Dinamo Sopot - Dinamo Trnava |  | - Dinamo Ravnice - Dubrava - Dubrovnik - Dugave - Duga Resa - Đakovo - Enemies - Exil Boys - Fakini - Goričani - Gospić - Grude - Jaska - Karlovac |  | - Koprivnica - Kozjak Zagreb - Kutina - Ljubuški - Martićeva Zagreb - Metković - Mokošica - Neum - New Blue Generation - NGA - Norci Zagreb - North Squad - Našice - Plava Konjica |  | - Podsljeme - Podsused - Pula - Remiza - Riot Squad Folka - Route 172 - Rudeš - Samobor - Senj - Sepre - Sesvete - Siščani - Sinj - Slavonski Brod - Smogovci |  | - Srednjaci - Stenjevec - Šibenik - Široki Brijeg - Škorpioni - Špansko - Tomislavgrad - Trešnjevka - Travno - Trnjani - Trnsko - Utrina - Vinkovci - Vjerni psi Vienna |  | - Volovčica - Vrbani - Vukovar - Zagorci 1986 - Zagreb City Boys - Zagreb Saints - Zagrebački Mališani - ZG 80 - ZG Neredi - Zaprešić - Zapruđe - West Mostar - Wien - 88 Crew |

### Zagreb '80
Zagreb '80, i do današnjih je dana ostala popriličnom misterijom, kako za većinu navijača tako i za sve službe i institucije koje su se bavile ili se bave navijanjem, odnosno skupinom Bad Blue Boys. Upravo je ta svojevrsna " tajnovitost " bila velika prednost prilikom niza akcija koje su tijekom godina izveli članovi ZG80. Tek u posljednje vrijeme navijači su imali prigodu saznati nešto više o ovoj ekipi, ali opet ne previše, tek da im priča malo "zagolica maštu". O ZG80 najviše su znali njeni sami članovi, tek pojedinci iz same jezgre skupine znali su nešto više, ostatak jako malo...
Jednostavno, u vrijeme njihove najveće aktivnosti o njima je znao onaj tko je trebao znati, i to je bilo njihovo najjače "oružje". ZG80 nastali su ujesen 1989. godine a činili su je navijači koji su se međusobno poznavali s utakmica još od sredine '80 - ih godina, te su zajedno prošli popriličan broj gostovanja i svakojakih navijačkih dogodovština, te su poprilično dobro poznavali jedni druge.
Čvrstu jezgru činilo je petnaestak, dvadesetak ljudi, generacijski bliskih ( u to vrijeme mahom dvadesetogodišnjaci ), s identičnim pogledima na svijet navijaštva, navijačke aktivnosti, ali i na "život" u danima bez utakmica. Zagreb 80 bili su prvom ekipom čije aktivnosti i druženja nisu bili isključivo vezani uz utakmice, odnosno dane kad se odigravala utakmica, već su i većinu dana u tjednu provodili zajedno, bilo na cugama, tulumima, ili nečem drugom.
Zanimljivo je da ZG80 nikad nisu imali neku "stalnu bazu" okupljanja, neprestano su cirkulirali gradom, i okupljali se na raznim mjestima, što je svakako pridonijelo činjenici da nikad nisu "provaljeni", bilo od policije i njenih doušnika, ili od nekog sa strane, od nekog tko nije bio dio ekipe.
Tek će godine koje su slijedile pokazati koliko su ZG80 zapravo bili "napredni" u svojim razmišljanjima, pogledima i djelima u svijetu navijaštva.
Pojam "urbanih hoolsa" tek se krajem '90 - ih godina udomaćio na hrvatskim stadionima, gotovo desetljeće nakon što su taj isti stil živjeli i furali dečki iz ZG80. Vremenom se broj članova ekipe znatno proširio, no to nije umanjilo snagu i kvalitetu iste, jer jezgro je oko sebe okupljalo samo "provjerene" ljude, te je ZG 80 postala vodećom ekipom unutar samog jezgra BBB kad su u pitanju navijačke aktivnosti i sve što spada u njih.
Tridesetak stalnih i još toliko "pridruženih" članova ( uglavnom dečki iz kvartova, velikog srca i iskustva u "napetim" situacijama ) bila je respektabilna brojka za ekipu koja je ustrajno furala svoj film ne propuštajući prigodu da prati voljni klub bez obzira na to gdje on igrao. I dan danas članovi ZG80 ponosni su na činjenicu da su s klubom obišli skoro sve stadione u bivšoj državi ( uključujući i ona najudaljenija gostovanja poput Niša i Titograda ), kao i europska gostovanja.
Pozitivna strana njihova navijačkog stila i filozofije upravo se najbolje očitovala na gostovanjima... Naime, dok je većina navijača putovala istim vlakom, odjevena u popularne "spitfire" jakne, ekipa ZG 80 na gostovanja je odlazila prije ili nakon glavnine navijača, odjevena u ( kako se danas ustalilo reći ) "casual" stilu, što im je omogućavalo da redovito izbjegnu nadzor snaga "javnog reda i mira" i neometano šeću gradom, što im je opet otvaralo mogućnosti za neke druge stvari.!
ZG 80 nisu propuštali prigode da se na neutralnom terenu odmjere s beogradskim navijačima, pa tako redovito odlaze u Ljubljanu, Rijeku i Split, prigodom gostovanja Bg klubova u tim gradovima, a priče s tih "susreta" koje se i dan danas prepričavaju na tribini i prenose s generacije na generaciju navijača i mnoštvo suvenira crno - bijele i crveno - bijele boje, najbolje govore kako su u tim prigodama prolazili gosti s "one strane" granice.
Kao pripadnici legendarne Prve gardijske brigade "Tigrovi" prolaze sva ratišta diljem Hrvatske na kojima se branila sloboda. Rat i ratna stradanja nisu zaobišla ni ZG 80 te je nekolicina njih ranjena na bojišnici ( neki i po nekoliko puta ), neki su iskusili višemjesečno zatočeništvo u srpskim logorima, a dvojica istaknutijih članova ekipe za hrvatsku su slobodu dali svoje živote.
Okončanjem ratnih sukoba i oslobođenjem okupiranih teritorija Hrvatske, dio ekipe ponovno se okuplja na stadionu i nastavlja redovito pratiti voljeni klub. Teret godina, roditeljske dužnosti i obaveze, posao, i niz drugih važnih stvari koje život donosi utjecali su i na ZG 80 u poratnim godinama... Ekipa se rijetko okuplja u punom sastavu, no nekolicina najodlučnijih i danas su redoviti na Maksimiru i u drugim gradovima...
O ZG 80 i njihovim pogledima na svijet navijaštva, odnosno načinu na koji su se ponašali i stilu kojeg su furali, najbolje govori činjenica da se većina današnjih navijačkih ekipa, ne samo onih koje su vezane uz BBB, već na globalnoj razini, u velikoj mjeri drži upravo onih smjernica koje su na ove prostore prvi donijeli i "isfurali" upravo dečki iz ekipe "Zagreb 80". ZG 80 imali su popriličan utjecaj na razvoj navijaštva u Zagrebu, te na stasanje novih generacija navijača koji su mahom krenuli upravo njihovim putem.!

### Zagrebački Mališani
Krajem '80 - ih godina na "starom sjeveru" stasala je nova generacija navijača, koja je uz bok starijih generacija navijača tražila svoje "mjesto pod suncem". Istovjetni pogledi na svijet navijačke supkulture i one, obične, uobičajene, "životne furke", generacijska bliskost i velika želja da svojim radom pridonesu boljitku skupine Bad Blue Boys, zbližila je nekolicinu mladih ljudi koji su se počeli redovito okupljati na određenom mjestu na sjevernoj tribini, ali i intenzivno se družiti i tijekom tjedna, u danima bez utakmica.
Nije trebalo proći puno vremena, a da se iz te skupine mladića oformi prava navijačka skupina, u to vrijeme predvodnica "novog vala" zagrebačke navijačke scene, a u kasnijim godinama najaktivnija i jedno vrijeme najvažnija skupina unutar same jezgra BBB, koja je bila istinski pokretač događanja kako na tribini tako i izvan nje. S obzirom na to da su u vrijeme svojih prvih okupljanja i formiranja bili najmlađi od tadašnjih vodećih ekipa unutar skupine, a i djelom kako bi se naglasila njihova orijentacija i pripadnost, odlučili su se nazvati "Zagrebački Mališani".
Mališani su prvi provalili ( uz ekipu Zg 80 ) foru redovitog druženja i tijekom tjedna, a i tada su "Dinamo" i utakmice bile glavnom temom razgovora i okupljanja. Upravo su "Mališani" uz suradnju s legendarnom ekipom "Blue Madness" iz Stenjevca, oformili prvi, doduše, neslužbeni "Fan Club", s ciljem organizacije pirotehničkih spektakla na tribini, ali i unapređenja navijanja. Svakog petka svaki je član ekipe morao dati svoj novčani prilog za kupovinu raznih pirotehničkih artikala, prvenstveno baklji i dimnih, a katkad i "fontana". Iako je tada sve to bilo u debeloj "ilegali" dobro se znalo tko je zaslužan za velike ( za to doba fantastične ) bakljade na utakmicama tijekom sezona 1989/90, 1990/91. Zaslugom "Mališana" na svakoj se utakmici nešto događalo, a vrijedi spomenuti one najveće bakljade iz tog vremena: Rad (58 baklji ), Borac ( 30 ), Sloboda ( 20 ), Rijeka ( 30 ), Olimpija ( desetak baklji i stotinjak dimnih uložaka u bojama hrvatske trobojnice ) itd.!
Vrhunac je dostignut na utakmicama s Partizanom 1991. godine kada se i slavilo 5. godina Bad Blue Boys-a.
Tada su već "Mališani" djelovali u sklopu novo oformljenog "BBB Fan Cluba" kao njegova "pirotehnička skupina". Iz Italije je tada za tu utakmicu prošvercano 200 - tinjak dimnih uložaka, 80 - ak baklji i mnoštvo raketa, što je rezultiralo dotad neviđenim spektaklom na ovim prostorima. Početkom rata dio ekipe ( svi punoljetni ) staje na "branik Domovine", dok ostatak u Zagrebu nastavlja pratiti klub i oko sebe okuplja nove ljude koji su se isticali među ostalim navijačima, pa se na taj način nadomiješta praznina, ali i nesvjesno se tako počelo stvarati novo navijačko jezgro koje će na sceni biti i dan danas. Uz ekipe iz drugih kvartova ( Špansko, Črnomerec, Velika Gorica, Srednjaci,...) te neizostavne Petrinjce i "Blue Madness" a uz podršku starijih navijača, svojim radom i djelovanjem preuzimaju primat i svojevrsno liderstvo u grupi. Iskaču i neke nove face pa se na jugu ( BBB su u to vrijeme bili smješteni na južnoj tribini ) stvara odlična ekipa. Nužno je naglasiti da je to svojevrsno proširenje ili pojačavanje "Mališana" bilo neminovan i logičan slijed, obzirom na jačanje BBB kao navijačke grupacije i pojavu nove generacije navijača, koji su se jednostavno okupili oko "Mališana" kao najistaknutije skupine, i zbog generacijske bliskosti i samog djelovanja ekipe, najistaknutije ekipe tog vremena. "Mališani" su ostali isti i zapravo nikada nisu proširili broj članova, već su kao vodeća ekipa na tribini, uz nekolicinu starijih navijača, oko sebe okupili nove navijače, odnosno skupinu onih koji su se isticali i koji su se počeli formirati u vrijeme prvog "BBBFan cluba", a kao ekipa ili nekolicina njih počeli istinski "brijati" u zadnjoj sezoni jugolige i nastankom Hrvatske nogometne lige
Iako ta druga ekipa nikada nije imala službeno ime, a njeni članovi su se okupljali na utakmicama, družili izvan njih, sudjelovali u svim akcijama BBB, bili istinskom snagom skupine, većina ostalih navijača spominjala ih je kao "Zagrebačke Mališane" jer su uvijek bili uz njih. Kako bilo "Zagrebački Mališani" bili su istinski predvodnici te nove generacije, novog vala na zagrebačkim tribinama, koji su u kasnijim godinama znatno unaprijedili zagrebačko navijanje u svim segmentima suvremene navijačke supkulture. Nezaboravna gostovanja, mnoštvo šora, organizirane koreografije ( Rijeka i Auxerre ), velike bakljade, stalno druženje, fascinantna upornost i nepokolebljivost bile su glavna obilježja te generacije na čelu s "Mališanima".
Upravo je ta generacija na čelu s "Mališanima", a na inicijativu "Mališana" počela i s prvim koreografijama na stadionu (Auxerre, Hajduk 1992, Hajduk finale kupa 1993, Rijeka finale kupa 1994.) što je u to vrijeme bilo izuzetno teško izvesti, što zbog "rata" s upravom kluba zbog imena "Dinamo", što zbog neiskustva i neznanja ostalih navijača koji su dolazili na utakmice kad su u pitanju koreografije, no radilo se i kad su koreografije u pitanju bio je to svojevrsni "kamen temeljac" za sva kasnija koreografska izdanja Bad Blue Boysa, poglavito ona nakon osnivanja današnje "Udruge navijača Dinama" kada se počelo ozbiljnije raditi s istima. "Zagrebački Mališani" sve su te godine proveli kao istaknuti dio i svojevrsni pokretači zbivanja na tribini i u samoj skupini Bad Blue Boys, a što je rezultiralo odličnim radom jezgra skupine i "privlačenjem" mnoštva novih klinaca i navijača na utakmice, od kojih su neki tijekom godina stekli zavidnu reputaciju i ugled na tribini. No, poznanstvo i prijateljstvo članova "Mališana" nije bilo vezano isključivo uz utakmice i nije prestajalo u danima bez njih. Redovita druženja i okupljanja petkom bili su prava svetinja od koje ni dan danas ne odustaju, a legendarni tulumi u Nani, Grand Slamu, i zagrebačkim diskotekama i danas se prepričavaju s guštom. Možda i najvažnija stvar u cijeloj priči vezanoj uz "Zagrebačke Mališane" je ta da su uspjeli probiti neke barijere i na neki način promijeniti način razmišljanja navijača o navijanju i navijačkoj ekipi, što su prije njih uspjeli djelom i članovi ekipe "Zg 80".
Oštro su se sukobili 1993. nakon domaćih utakmica sa Segestom i Varteksom s tadašnjom policijom ispod zapadne tribine stadiona u Maksimiru. Razlog nereda je prvenstveno bilo loše stanje u klubu (malverzacije pojedinaca u tadašnjoj upravi) i drugo po redu odbijanje vračanja imena Dinamo na skupštini kluba. Neredi su trajali dobrih 2-3 sata počevši od razbijenih prozora na Upravi kluba podno zapadne tribina, pa Maksimirskom ulicom sve do Kvatrića i Vlaške. Fight je bio nemilosrdan i veliki broj navijača bio je pritvoren, ozljeđeno je na desetke policajaca i dobro su nastradala vozila iz voznog parka Mup-a.
Tokom 90-ih godina dečki iz ekipe "Zagrebački Mališani" osim našeg Dinama, aktivno prate još dva športska kolektiva u gradu Zagrebu, K.K.Zagreb iz novozagrebačkog naselja Trnsko i R.K.Badel Zagreb koji je čak i osvajao dva puta naslove Prvaka Europe i više puta je bil viceprvak Europe u rukometu.
Sa K.K.Zagrebom ekipa osim domaćih utakmica igranih u dvorani Trnsko, u sezoni 92/93 prati klub na gostovanju u Milanu protiv Reccoara i u sezoni 93/94 na gostovanju protiv Antibesa na francuskoj Azurnoj obali.
S R.K. Zagreb ekipa uz odlična standardna izdanja u Domu sportova, odlaze u njemački Sindelfingen na finale Kupa prvaka. Prate klub u sezoni 93/94 u dvorani "Blaugrana" u Barceloni, u sezoni 94/95 prate klub na gostovanjima u Baskiji protiv Elgoriage i Francuskoj protiv Nimesa. U sezoni 96/97 ekipa odlazi s rukometašima Zagreba i na gostovanja protiv katalonske Barcelone i njemačkog prvaka Kiela iz najsjevernije njemačke regije Schleswig-Holstein.
Ova suradnja navijača Dinama; Bad Blue Boysa s upravo tih dvaju klubova bila je plod uzajamne pomoći, koja je bila tada dobrodošla radi dobro nam znane represije na utakmicama N.K. Dinama radi samog imena kluba.
U mnogočemu su bili prvi ( osim u organiziranju ekipe, ta čast pripada ekipi Zg 80, no, njene članove rat, odnosno odlazak u obranu Domovine, spriječio je da postignu još više), i na temeljima njihovih iskustva i njihova djelovanja i postojanja, nastale su i kasnije navijačke ekipe unutar jezgra BBB kao što su "Zagreb City Boys", "Sepre", "Smogovci", "New Blue Generation" ... Iako je dio "Mališana" aktivno sudjelovao u obrani Domovine, ostatak ekipe nije zapostavio utakmice, a pri povratku bojovnika s ratišta oni su odmah zauzeli svoja mjesta na tribini, pa nije bilo "praznog hoda" u djelovanju ekipe, što je svakako imalo utjecaja na sve što se kasnije događalo, jer su stvari neprestano "išle svojim tijekom" i nije bilo prestanka aktivnosti, kao što je bio slučaj s nekim starijim ekipama poput "Zg 80" koje su zbog rata u potpunosti "zamrznule" djelovanje na tribini i kompletno se uključili u obranu zemlje.
Većina pripadnika tadašnje ekipe "Zagrebački Mališani", i danas su aktivni navijači na sjevernoj tribini maksimirskog stadiona i djeluju u sklopu ekipe "d-42" !

## Ostalo

### Multimedija
- Knjige
  - Hrvoje Parnjak, "Bad Blue Boys - Prvih 10 godina", Marijan Express, Zagreb, 1997

- Kazališne predstava
  - Dobrodošli u plavi pakao

- Filmovi
  - Bad Blue Boys - Official DVD
  - Krvavo Plavo, dokumentarni film
  - Svlačionica - Bad Blue Boys

- Magazini
  - Ajmo Plavi, fanzin
  - Dinamov Sjever, fanzin

- Pjesme
  - Pips, chips & videoclips - Dinamo ja volim (službena BBB himna)
  - BBB & IRRA - Dvadesetica, CD povodom 20 godina grupe
  - Bad Blue Boys - Moja molitva je Dinamo Svetinja
  - Bad Blue Boys - Sve je to zbog Dinama
  - Bad Blue Boys - Do posljednjeg čovjeka
  - Bad Blue Boys - Zajedno za Dinamo (obrada pjesme Danny Boy)
  - Baruni - Plava Balada
  - Connect & Zaprešić Boys - Boja mojih vena
  - Connect & Zaprešić Boys - Samo je jedno
  - Nered feat. Zaprešić Boys - Srce Vatreno
  - Nered feat Zaprešić Boys - Arena paklena
  - Zaprešić Boys - Moj Dinamo
  - Zaprešić Boys - Duša moga grada
  - Zaprešić Boys - Bez tebe
  - Zaprešić Boys - Igraj moja Hrvatska
  - Zaprešić Boys - Moja
  - Zaprešić Boys - Neopisivo
  - Zaprešić Boys - Opijen tribinama
  - Zaprešić Boys - Pratim Put
  - Zaprešić Boys - Sada odlazim
  - Zaprešić Boys - U porazu i pobjedi
  - Prvih 11 feat. Zaprešić Boys - Tako se voli
  - Udruga BBB Velika Gorica - Oda za tri boda
  - Kemal Monteno - Mi smo BBB, mi smo Dinamo

## Slike
- Grafit na Črnomercu
- Grafit na Ravnicama
- Grafit u Gajnicama
- Grafit u Čapljini
- Grafit na Peščenici posvećen osvajanju Kupa velesajamskih gradova 1967.
- Naljepnica BBB-a u Poznanu
- Tramvaj ZET-a ukrašen Dinamovim grafitom

## Vanjske poveznice
- Bad Blue Boys - Službene stranice

| GNK Dinamo Zagreb | GNK Dinamo Zagreb | GNK Dinamo Zagreb |
| ----------------- | --- | ----------------- |
|                   | |                   |
| Informacije       | Klub • Druga momčad • Nogometna škola • Navijači • Treneri • Igrači • Stadion • Igralište Hitrec – Kacian                                                                               |                   |
|                   | |                   |
| Povijest          | 1. HŠK Građanski Zagreb • Finale Kupa velesajamskih gradova 1963. • Finale Kupa velesajamskih gradova 1967. • Dinamo – Crvena zvezda 1990. • Međunarodna natjecanja • Igralište Pobjeda |                   |
|                   | |                   |
| Derbiji           | Vječni derbi • Zagrebački derbi |                   |
|                   | |                   |
| Vidi još          | Kategorija • Purgeri • Memorijalni turnir Mladen Ramljak |                   |

| GNK Dinamo Zagreb | GNK Dinamo Zagreb | GNK Dinamo Zagreb |
| ----------------- | --- | ----------------- |
|                   | |                   |
| Informacije       | Klub • Druga momčad • Nogometna škola • Navijači • Treneri • Igrači • Stadion • Igralište Hitrec – Kacian                                                                               |                   |
|                   | |                   |
| Povijest          | 1. HŠK Građanski Zagreb • Finale Kupa velesajamskih gradova 1963. • Finale Kupa velesajamskih gradova 1967. • Dinamo – Crvena zvezda 1990. • Međunarodna natjecanja • Igralište Pobjeda |                   |
|                   | |                   |
| Derbiji           | Vječni derbi • Zagrebački derbi |                   |
|                   | |                   |
| Vidi još          | Kategorija • Purgeri • Memorijalni turnir Mladen Ramljak |                   |